# Aubeville

Aubeville este o comună în departamentul Charente, Franța. În 1 ianuarie 2018 avea o populație de 368 de locuitori.